# فوجينوميا (شيزوكا)
مدينة فوجينوميا (باليابانية: 富士宮市 فوجينوميا-شي) هي مدينة تقع في محافظة شيزوكا، اليابان. 
في عام 2010، وصل التعداد السكاني للمدينة إلى 131506 نسمة والكثافة السكانية 338 نسمة في الكيلومتر مربع، والمساحة الإجمالية 388.99 كم مربع.

## جغرافيا
تقع مدينة فوجينوميا في محافظة شيزوكا عند السفوح السفلى لجبل فوجي، وتعتبر إحدى النقاط التي يبدأ منها متسلقوا جبل فوجي صعودهم، ويحيط بها مدن فوجي، شيباكاوا، غوتيمبا، أوياما من محافظة شيزوكا، ومدن نانبو، مينوبو، ناروساوا، فوجيكاواغوتشيكو، وفوجي-يوشيدا من محافظة ياماناشي.

## تاريخ
تعتبر مدينة فوجينوميا من المستوطنات القديمة، حيث ظهرت مع تطور السوق حول ضريح فوجيسان هونغو سينغين تايشا (富士山本宮浅間大社) في مقاطعة سوروغا، وكانت مدينة حراسة على الطريق الرابط بين مقاطعتي سوروغا وكاي في عهد سينغوكو. تأسست المدينة الجديدة في 1 يونيو 1942 وتوسعت عن طريق دمج القرى والبلدات المحيطة بها.

## الاقتصاد
تشتهر مدينة فوجينوميا بالصناعة، وخاصة صناعة الورق.

## توأمة
- سانتا مونيكا، كاليفورنيا،  الولايات المتحدة
- شاوشينغ، جيجيانغ  الصين

## سياحة
تشتهر مدينة فوجينوميا بطبق ياكي-صوبا ومن أبرز المعالم السياحية هو جبل فوجي، ضريح فوجيسان هونغو سينغين تايشا، شلالات شيرايتو، مرتفعات أساغيري، بحيرة تانوكي.

## معرض

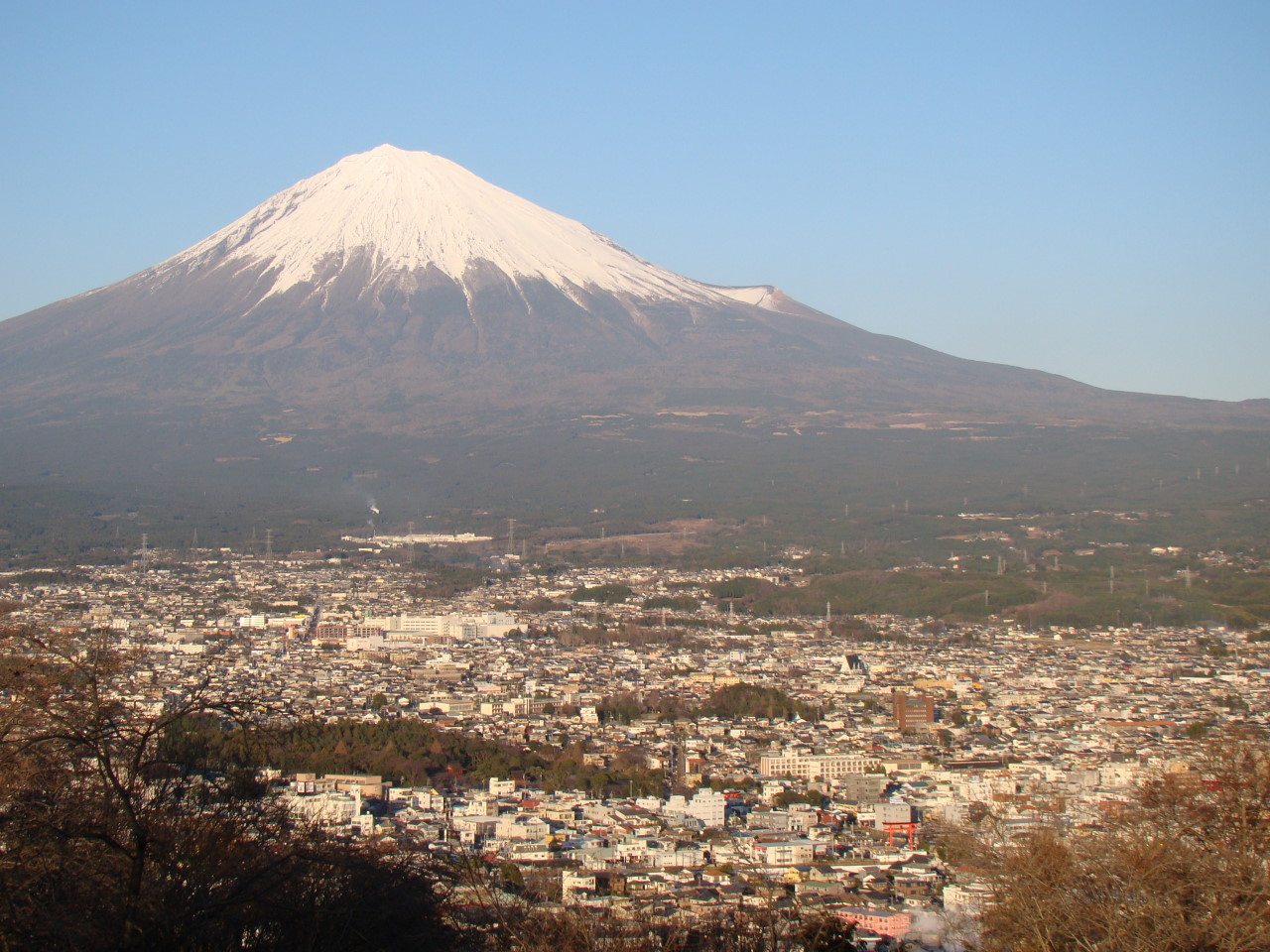
مدينة فوجينوميا
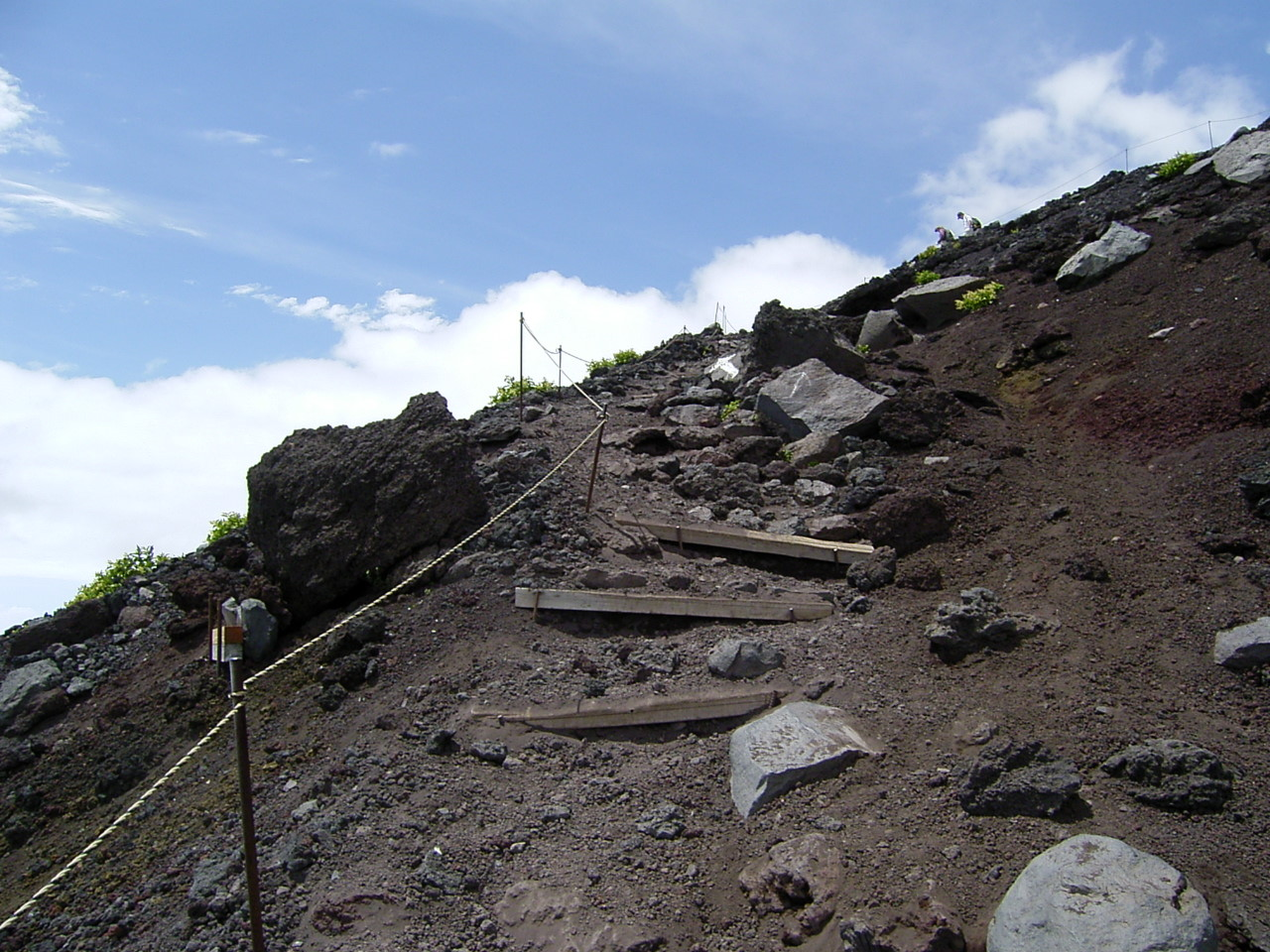
طريق تسلق جبل فوجي
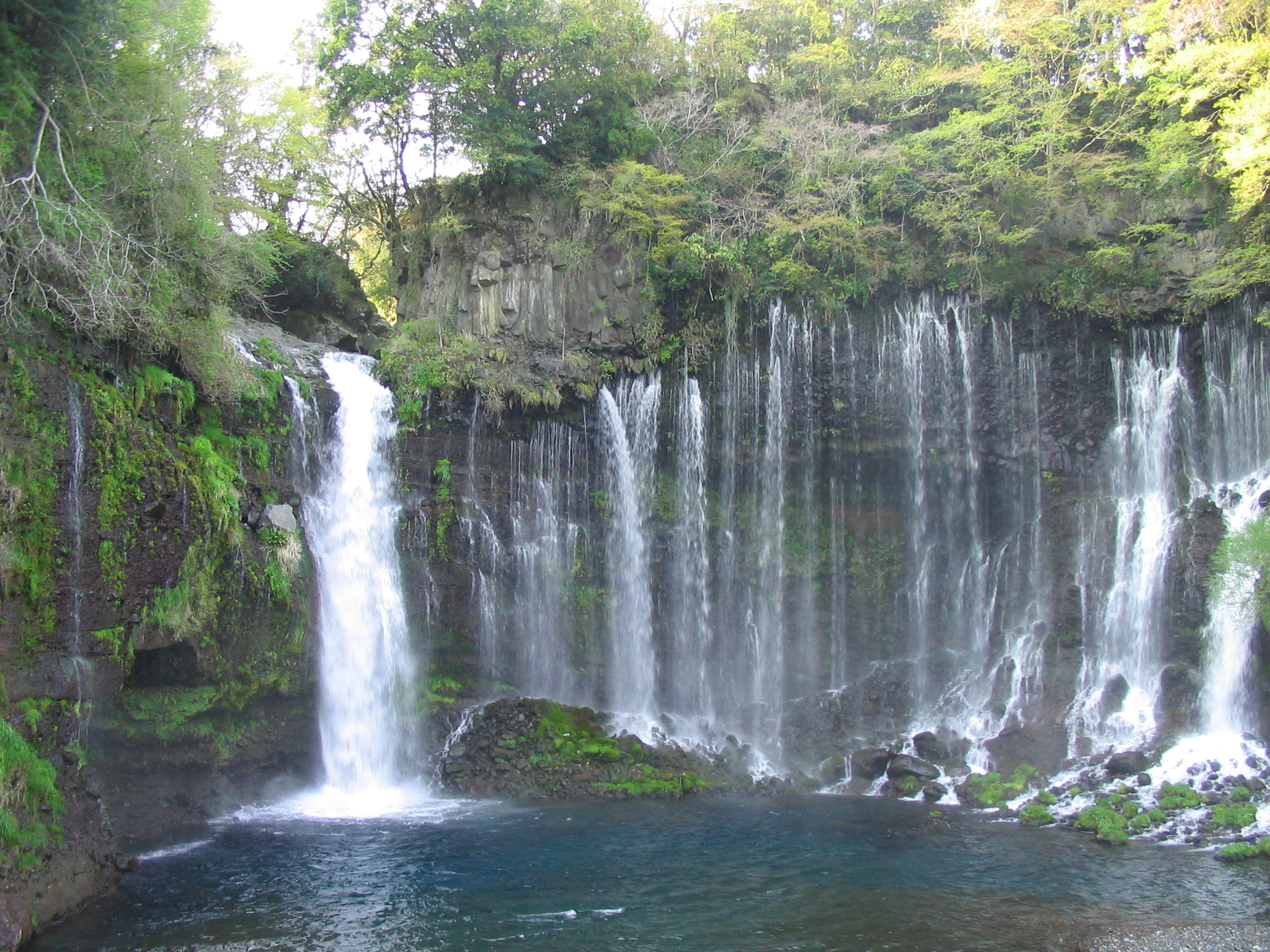
شلالات شيرايتو
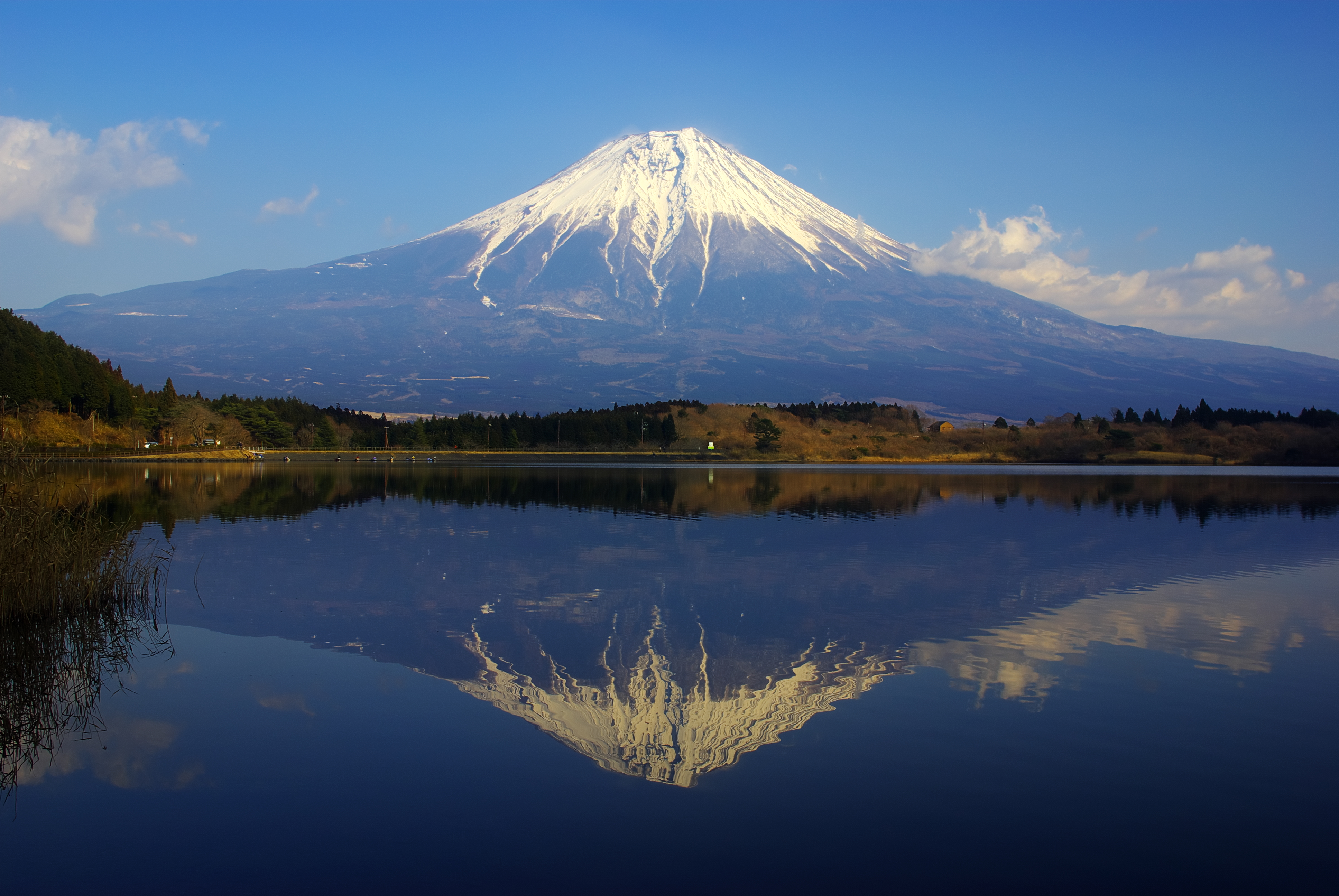
بحيرة تانوكي
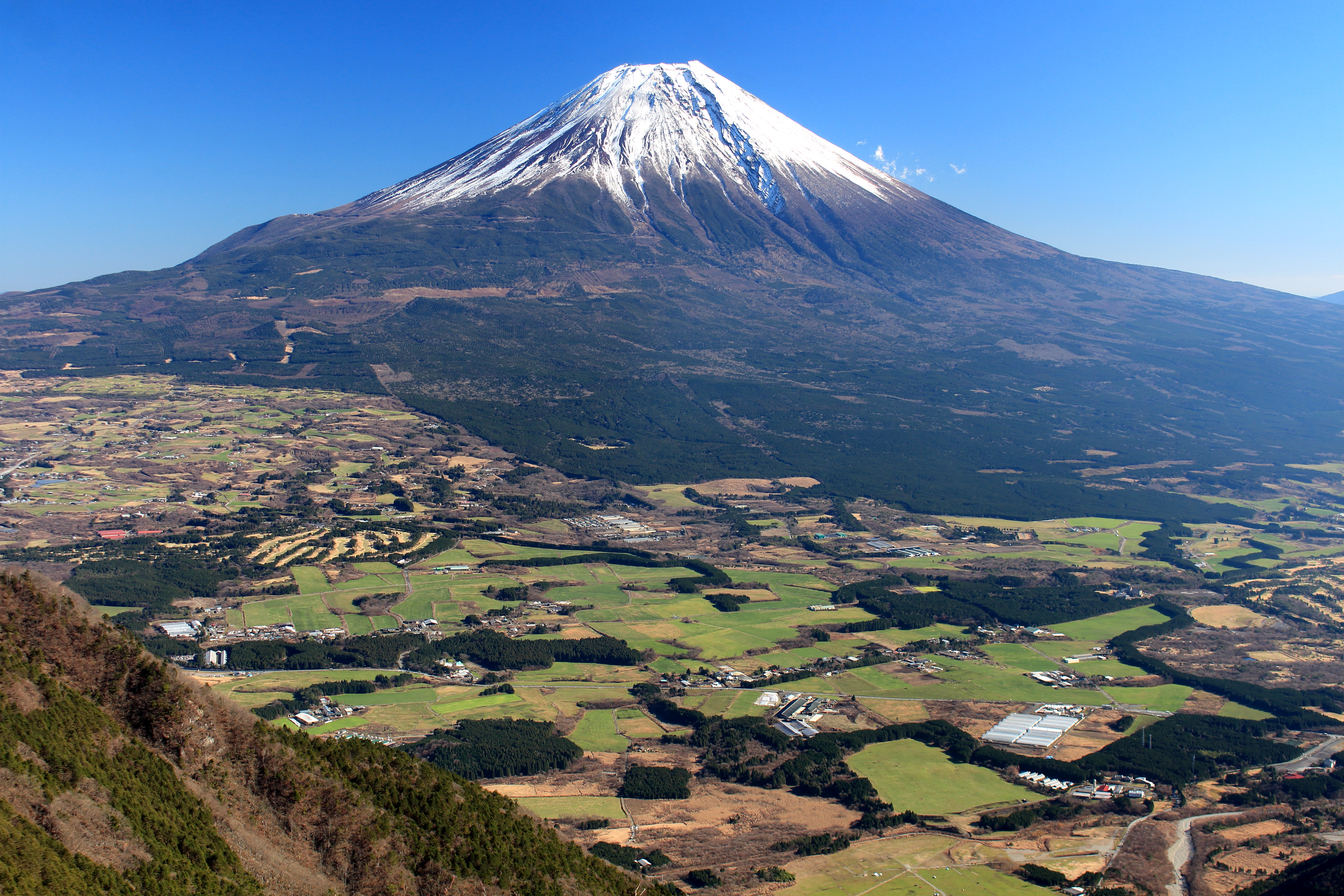
مرتفعات أساغيري
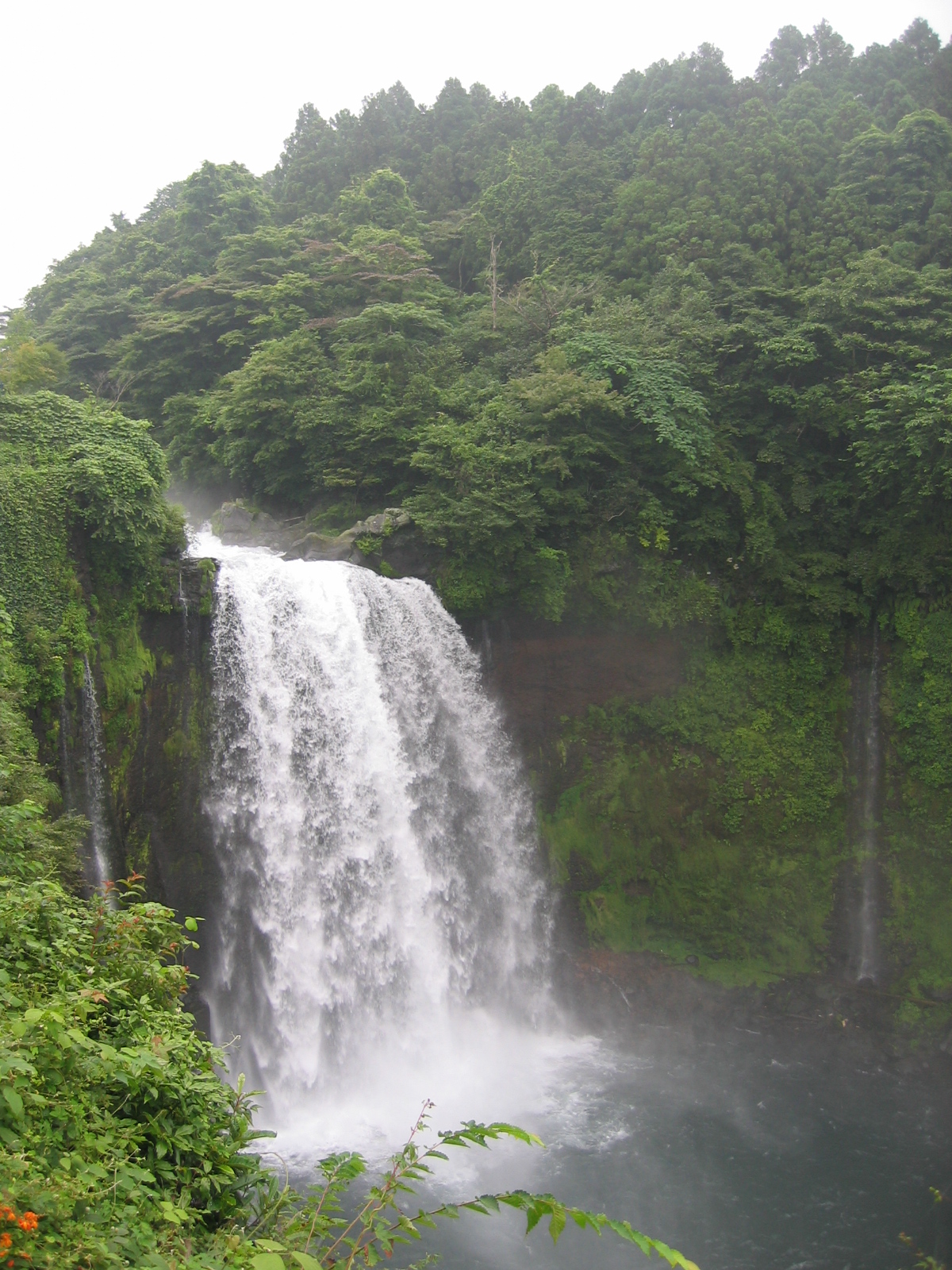
شلالات أوتودومه

## أعلام
- ماساكي ساوانوبوري
- ياسوهيرو هيراوكا
- هيروتسوغو أكايكي
- يوتاكا يوشيدا
- كوتا أمانو

## وصلات خارجية
- الموقع الرسمي لمدينة فوجينوميا